# Stamboom Pieter van Vollenhoven (1939)
Dit is de stamboom van Pieter van Vollenhoven (1939).
| Stamboom Pieter van Vollenhoven (1939)                                 | Stamboom Pieter van Vollenhoven (1939) | Stamboom Pieter van Vollenhoven (1939)                                                                                                  | Stamboom Pieter van Vollenhoven (1939)                                                           | Stamboom Pieter van Vollenhoven (1939) |
| ---------------------------------------------------------------------- | --- | --- | ------------------------------------------------------------------------------------------------ | --- |
| Grootouders                                                            | Willem Jan van Vollenhoven (1862-1920) x 1897 Auguste Philippe Buck (1869-1948) | Willem Jan van Vollenhoven (1862-1920) x 1897 Auguste Philippe Buck (1869-1948)                                                         | Antonius Matthias de Lange (1862-1921) x 1903 Amalia Anna Jacoba Kann (1882-1912)                | Antonius Matthias de Lange (1862-1921) x 1903 Amalia Anna Jacoba Kann (1882-1912)                                                                      |
| Ouders                                                                 | Pieter van Vollenhoven (1897-1977) x 1934 Jacoba Gijsbertha de Lange (1906-1983) | Pieter van Vollenhoven (1897-1977) x 1934 Jacoba Gijsbertha de Lange (1906-1983)                                                        | Pieter van Vollenhoven (1897-1977) x 1934 Jacoba Gijsbertha de Lange (1906-1983)                 | Pieter van Vollenhoven (1897-1977) x 1934 Jacoba Gijsbertha de Lange (1906-1983)                                                                       |
| Pieter van Vollenhoven (1939) x 1967 Margriet van Oranje-Nassau (1943) | | |                                                                                                  | |
| Kinderen                                                               | Maurits (1968) x 1998 Marilène van den Broek (1970) | Bernhard jr (1969) x 2000 Annette Sekrève (1972)                                                                                        | Pieter Christiaan (1972) x 2005 Anita van Eijk (1969)                                            | Floris (1975) x 2005 Aimée Söhngen (1977) |
| Kleinkinderen                                                          | Anastasia Margriet Josephine van Lippe-Biesterfeld van Vollenhoven (Anna) (2001) Lucas Maurits Pieter Henri van Lippe-Biesterfeld van Vollenhoven (2002) Felicia Juliana Bénedicte Barbara van Lippe-Biesterfeld van Vollenhoven (2005) | Isabella Lily Juliana van Vollenhoven (2002) Samuel Bernhard Louis van Vollenhoven (2004) Benjamin Pieter Floris van Vollenhoven (2008) | Emma Francisca Catharina van Vollenhoven (2006) Pieter Anton Maurits Erik van Vollenhoven (2008) | Magali Margriet Eleonoor van Vollenhoven (2007) Eliane Sophia Carolina van Vollenhoven (2009) Willem Jan Johannes Pieter Floris van Vollenhoven (2013) |